# Francesco Turini
Francesco Turini (asi 1589 nebo 1595?, Praha – 1656, Brescia) byl italský raně barokní hudební skladatel a varhaník, mistr kontrapunktu narozený v Praze.

## Život
Turini se narodil někdy kolem let 1589–1595 v Praze. Hudební umění studoval u svého otce Gregoria Turiniho, zpěváka a korneta u pražského dvora císaře Rudolfa II.
Po předčasné smrti otce v roce 1601 se Francesco ve svých 12 letech stal díky podpoře Rudolfa II. dvorním varhaníkem. Po smrti císaře odešel v roce 1612 do Benátek, kde se nadále věnoval tvorbě. Později přesídlil do Padovy, kde byl ve službách Gianfrancesca Morosiniho (1595–1628), opata benediktinského kláštera v Lenu, jenž byl současně kanovníkem katedrály v Brescii, rodném městě jeho otce. Tam roku 1620 Francesco přesídlil do Brescii, kde byl varhaníkem až do své mrti v roce 1656.

## Dílo
Byl autorem madrigalů, motet, mší a triových sonát pro dvoje housle a basso continuo. Jeho tři knihy madrigalů (1621–1629) pro dvoje housle patří mezi první vokální komorní koncertantní skladby. První kniha také obsahuje několik prvních exemplářů triových sonát.
Turini patřil mezi první skladatele, kteří užívali termínu "cantata". Turiniho několik málo instrumentálních skladeb patří mezi rané příklady barokní triové sonáty. Georg Friedrich Händel použil téma z jedné Turiniho mší pro svou fugu B dur.
- Madrigali a Una due, tre Voci con alcune sonate a tre, Libro Primo" (Benátky, 1621)
- Sonata a 2, Sonata a 3, Gagliarda ("È Tanto tempo hormai"), Sonata a 3 "Il Corisino" (Benátky, 1621)